# 1282
| 1282               |
| ------------------ |
| Dødsfald - Fødsler |
| • Begivenheder     |

| Gregoriansk kalender | 1282 MCCLXXXII          |
| Ab urbe condita      | 2035                    |
| Armensk kalender     | 731 ԹՎ ՉԼԱ              |
| Kinesiske kalender   | 3978 – 3979 辛巳 – 壬午 |
| Etiopisk kalender    | 1274 – 1275             |
| Jødisk kalender      | 5042 – 5043             |
| Hindukalendere       |                         |
| - Vikram Samvat      | 1337 – 1338             |
| - Shaka Samvat       | 1204 – 1205             |
| - Kali Yuga          | 4383 – 4384             |
| Iransk kalender      | 660 – 661               |
| Islamisk kalender    | 681 – 682               |

Konge i Danmark: Erik Klipping 1259-1286
Se også 1282 (tal)

## Begivenheder
- 29. juli - Kong Erik Klipping giver afkald på den uindskrænkede kongemagt, og der indføres danehof, som var en slags parlament
- Oprør på Sicilien mod det franske styre (den sicilianske vesper)

## Dødsfald
- Margrethe Sambiria, dansk enkedronning
- 29. april — Kardinal Guillaume de Braye med gravmæle i kirken San Domenico, Orvieto.